# Oscillateur à fréquence variable
Pour les articles homonymes, voir oscillateur et fréquence (homonymie).

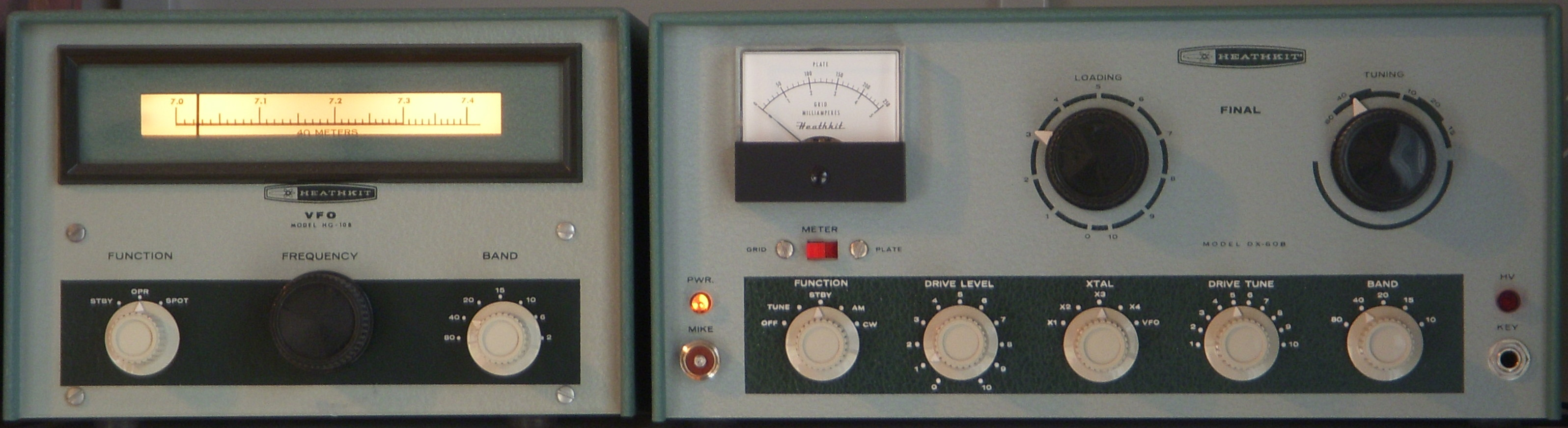
Un émetteur radio amateur Heathkit datant d'environ 1969, avec un VFO externe

En électronique, un oscillateur à fréquence variable (VFO) est un oscillateur dont la fréquence peut être réglée (c'est-à-dire variée) sur une certaine plage. Il s'agit d'une composante nécessaire dans tout récepteur ou émetteur radio accordable fonctionnant selon le principe superhétérodyne. Elle contrôle la fréquence à laquelle l'appareil est réglé. On utilise souvent l'abréviation VFO provenant de l'anglais Variable Frequency Oscillator.

## Objectif
Dans un récepteur superhétérodyne simple, le signal de radiofréquence entrant de l' antenne à la fréquence {\displaystyle f_{IN}} est combiné avec le signal de sortie du VFO réglé sur {\displaystyle f_{LO}}. On produit ainsi un signal de fréquence intermédiaire (IF) qu'on peut traiter en aval pour en extraire les informations modulées. Selon la conception du récepteur, la fréquence du signal IF est choisie pour être soit la somme des deux fréquences aux entrées du mélangeur {\displaystyle f_{IN}+f_{LO}}, ou plus communément, la différence de ces deux fréquences, {\displaystyle f_{IN}-f_{LO}}. Dans le premier cas, il s'agit d'une conversion ascendante alors que dans le deuxième, il s'agit d'une conversion descendante. 
En plus du signal IF souhaité et de son image indésirable (le produit de mixage du signe opposé tout juste mentionné), la sortie du mélangeur contiendra également les deux fréquences originales, {\displaystyle f_{IN}} et {\displaystyle f_{LO}}, et plusieurs combinaisons harmoniques des signaux d'entrée. Ces signaux indésirables seront rejetés par le filtre IF. Si on utilise un mélangeur équilibré double, les signaux d'entrée apparaissant aux sorties du mélangeur seront fortement atténués. Dans ce cas, la complexité nécessaire du filtre IF est réduite. 
L'avantage d'utiliser un oscillateur à fréquence variable comme oscillateur à hétérodynage est que la nécessité d'avoir une large bande passante ne s'applique qu'à une petite partie du récepteur radio, nommément les sections se trouvant avant le mélangeur, tel le préamplificateur. Le reste du récepteur peut être précisément réglé sur la fréquence IF.  
Dans un récepteur à conversion directe, l'oscillateur à fréquence variable est réglé sur la fréquence radio entrante et {\displaystyle f_{IF}=0} Hz. La démodulation a lieu en bande de base à l'aide de filtres passe-bas et d'amplificateurs. 
Dans un émetteur à radiofréquences (RF), on utilise souvent les oscillateurs à fréquence variable pour régler la fréquence du signal de sortie, souvent indirectement par l'intermédiaire d'un procédé d'hétérodynage similaire à celui décrit ci-dessus. D'autres utilisations comprennent les générateurs de compression d'impulsions pour les systèmes radar où l'oscillateur à fréquence variable est balayé rapidement à travers une gamme de fréquences, la génération de signaux de synchronisation dans les oscilloscopes et les réflectomètres de domaine temporel, et les générateurs audio à fréquence variable utilisés dans les instruments de musique et l'équipement de test audio. 

## Types de VFO
Il existe deux principaux types d'oscillateurs à fréquence variable utilisés: analogiques et numériques . 

### VFO analogiques
Un VFO analogique est un oscillateur électronique dans lequel l'utilisateur peut régler la valeur d'au moins l'une des composantes passives afin de modifier sa fréquence de sortie. La composante passive dont la valeur est réglable est généralement un condensateur, mais elle peut également être un inducteur variable. 

#### Condensateur d'accord
Le condensateur variable est un dispositif mécanique dans lequel on modifie physiquement la séparation d'une série de plaques métalliques entrelacées dans le but de faire varier sa capacité. Le réglage de ce condensateur est parfois facilité par une boîte de vitesses mécanique abaissée permettant un réglage de précision.  

#### Varacteur
Une diode semiconductrice à polarisation inversée présente une capacité. Étant donné que la largeur de sa zone de déplétion non conductrice dépend de l'amplitude de la tension de polarisation inverse, on peut utiliser cette tension pour contrôler la capacité de la jonction. On peut générer la tension de polarisation du varacteur de plusieurs façons. Il se peut même qu'aucune composante mobile d'importance ne soit nécessaire dans la conception finale. Les varacteurs présentent certains inconvénients, notamment la dérive de température et le vieillissement, le bruit électronique, un facteur Q faible et la non-linéarité. 

### VFO numériques
Les récepteurs et émetteurs radio modernes utilisent généralement une forme de synthèse de fréquence numérique pour générer leur signal VFO. Les avantages du numérique incluent des modèles plus petits, l'absence de composantes mobiles et une plus grande stabilité des oscillateurs de référence de fréquence définis. À noter aussi comme avantage la facilité avec laquelle les fréquences prédéfinies peuvent être entreposées et manipulées dans l'ordinateur numérique généralement intégré dans la conception. 
Il se peut également que la radio devienne extrêmement agile en fréquence, car l'ordinateur de commande peut modifier la fréquence de la radio de plusieurs dizaines à plusieurs millions de fois par seconde. Cette capacité permet aux récepteurs de communications de surveiller efficacement de nombreux canaux à la fois, en utilisant potentiellement des techniques d'appel numérique sélectif pour décider quand ouvrir un canal de sortie audio et ainsi alerter les utilisateurs des communications entrantes. L'agilité en fréquence, lorsque préprogrammée, constitue également la base de certaines techniques de furtivité et de cryptage radio militaire. L'agilité extrême en fréquence est au cœur des techniques à spectre étalé utilisées dans les réseaux sans fil informatiques tels que le Wi-Fi. 
La synthèse numérique présente des inconvénients, comme l'incapacité du synthétiseur numérique à syntoniser aisément toutes les fréquences. Cependant, avec la canalisation de nombreuses bandes radio, on peut également le considérer comme un avantage, car il empêche les radios de fonctionner entre deux chaînes reconnues. 
La synthèse de fréquence numérique repose sur des sources de fréquence de référence contrôlées par des cristaux stables. Les oscillateurs à cristal sont plus stables que les oscillateurs par induction et par capacité. Leur inconvénient est que changer significativement de fréquence nécessite de changer le cristal. Toutefois, changer le cristal est devenu inutile avec les techniques de synthétiseur de fréquence des modèles modernes. 

#### Synthèse numérique des fréquences
Les techniques électroniques et numériques utilisées incluent : 
Synthèse numérique directe (DDS)
Un nombre de points de données suffisant pour définir une fonction sinus mathématique est entreposé dans la mémoire numérique. Ces points sont rappelés à la bonne vitesse et envoyés à un convertisseur numérique-analogique où l'onde sinusoïdale nécessaire est construite.
Synthèse directe des fréquences
Les premières radios de communication canalisées avaient plusieurs cristaux, un pour chaque canal sur lequel elles pouvaient fonctionner. Cette pratique a fini par être combinée avec l'hétérodynage et le mixage décrits dans la section Objectif ci-dessus. On peut combiner plusieurs cristaux dans plusieurs configurations pour produire différentes fréquences de sortie.
Boucle à verrouillage de phase (PLL)
En utilisant un oscillateur commandé par varacteur ou un oscillateur commandé en tension (VCO) en plus d'un détecteur de phase, on peut configurer une boucle de contrôle de sorte que la sortie du VCO soit verrouillée en fréquence sur un oscillateur à cristal de référence. On effectue la comparaison du détecteur de phase entre les sorties des deux oscillateurs après la division en fréquence par différents diviseurs. Ensuite, en modifiant le ou les diviseurs de division de fréquence sous le contrôle de l'ordinateur, des fréquences de sortie VCO variées réelles (non divisées) peuvent être générées. La technique PLL est employée dans la plupart des modèles de radio VFO de nos jours.

## Performance
Les quantités utilisées pour évaluer la qualité d'un VFO comprennent la stabilité en fréquence, le bruit de phase et la pureté spectrale. Ces facteurs ont tendance à être inversement proportionnels au facteur de qualité du circuit LC utilisé pour le réglage. Puisque la gamme de réglage est en général aussi inversement proportionnelle au facteur de qualité, ces facteurs de performance se détériorent généralement lorsqu'on augmente la gamme de fréquence du VFO.

### Stabilité
La stabilité est la quantité utilisée pour mesurer la dérive de température et de temps de la fréquence de sortie d'un VFO. Dans le but de minimiser ce problème, on utilise généralement le verrouillage de phase entre le VFO et un oscillateur de référence stable. Les boucles à verrouillage de phase exploitent la contre-réaction dans le but de corriger la dérive en fréquence du VFO, permettant une large gamme de réglage et une bonne stabilité en fréquence.

### Reproductibilité
Idéalement, l'oscillateur devrait générer la même fréquence que l'entrée de commande du VFO. Changer le réglage du VFO peut changer la calibration du récepteur. Par conséquent, un réalignement régulier du récepteur s'avérera peut-être nécessaire. Les VFO utilisés en tant que composante d'un synthétiseur de fréquence à boucle de phase, quant à eux, ont des exigences moins strictes, car le système est aussi stable que la fréquence de référence pilotée par quartz.

### Pureté
Un diagramme de l'amplitude selon la fréquence d'un VFO pourrait avoir plusieurs sommets, probablement harmoniquement liés. Chaque sommet a le potentiel de se combiner avec un autre signal entrant et ainsi produire une réponse parasite. Ces signaux parasites peuvent augmenter le bruit ou même entraîner la détection de deux signaux là où l'on ne devrait en détecter qu'un seul. On peut ajouter des composantes supplémentaires au VFO dans le but d'éliminer d'éventuelles oscillation parasitaires à haute fréquence.
Dans un émetteur, ces signaux parasites sont générés en même temps que le signal désiré. Il pourrait s'avérer nécessaire de filtrer le signal afin de s'assurer que le signal émis respecte les réglementations sur la bande passante et les émissions parasites.

### Bruit de phase
Lorsqu'on l'examine à l'aide d'équipement très sensible, le sommet de l'onde sinusoïdale pure du diagramme de fréquence d'un VFO va probablement reposer sur un bruit de fond qui n'est pas plat. De petites « gigues » aléatoires au moment du signal feront que le sommet reposera sur des plateaux de bruit de phase à des fréquences légèrement supérieures ou inférieures à celle désirée.
Ces plateaux sont également problématiques dans les bandes surpeuplées. Ils permettent à des signaux indésirables qui se rapprochent du signal attendu de passer. Cependant, à cause du caractère aléatoire de ces plateaux de bruit de phase, les signaux seront généralement illisibles et apparaîtront dans le signal reçu comme du bruit supplémentaire. Le résultat sera que ce qui devait être un signal clair dans une bande surpeuplée passera pour un signal très bruyant, à cause des forts signaux à proximité.
La conséquence pour un émetteur du bruit de phase du VFO est qu'un bruit aléatoire est en fait transmis de chaque côté du signal requis. Dans bien des cas, on doit éviter cet effet pour des raisons légales.

### Référence fréquentielle
Les oscillateurs numériques ou commandés numériquement s'appuient généralement sur des références à fréquence unique constante qui peuvent être fabriquées avec plus de précision que leurs alternatives à base de semiconducteurs ou de circuits LC. Le plus souvent, on utilise un oscillateur à quartz. Sinon, dans des applications à haute précision comme les réseaux de téléphonie mobile TDMA, on rencontre souvent depuis 2018 des horloges atomiques comme le standard Rubidium.
Étant donné la référence utilisée, les oscillateurs numériques ont tendance à être plus stables et plus reproductibles à long terme. Ceci explique en partie leur énorme popularité dans les VFO bon marché et commandés par ordinateur. À plus court terme, les imperfections introduites par la multiplication et la division numériques des fréquences (gigue) et la susceptibilité du quartz commun aux chocs acoustiques, aux variations de température, au vieillissement et à la radiation limitent les applications d'un oscillateur numérique simpliste.
C'est pourquoi les VFO plus haut de gamme, tels les émetteurs à radiofréquence couplés au temps atomique international, ont tendance à combiner des références multiples et variées de façon complexe. Certaines références comme les horloges au rubidium ou au césium permettent une plus grande stabilité à long terme, alors que d'autres comme les masers à l'hydrogène donnent un bruit de phase moindre à court terme. Par la suite, des oscillateurs à fréquence plus basse (donc moins coûteux) verrouillés sur la phase d'une version numériquement divisée de l'horloge maîtresse rendent la sortie finale du VFO, lissant le bruit qu'induisent les algorithmes de division. 